# Allosmaitia piplea
Allosmaitia piplea is een vlinder uit de familie van de Lycaenidae. De wetenschappelijke naam van de soort werd als Thecla piplea in 1896 gepubliceerd door Godman & Salvin.

## Synoniemen
- Thecla subobscura Lathy, 1904